# Cacatua sulfúria
La cacatua sulfúria (Cacatua sulphurea) és una espècie d'ocell de la família dels cacatuids (Cacatuidae) que habita arbres, cocoters i terres de conreu de Sulawesi i les illes Petites de la Sonda.